# Línea Atocha-Pinar de las Rozas
La línea Atocha-Pinar de las Rozas es una línea férrea de 28,0 kilómetros de longitud que pertenece a la red ferroviaria española. Se trata de una línea de ancho ibérico (1668 mm), electrificada y en vía doble de forma parcial. En la actualidad su trazado forma parte de las líneas C-7 y C-10 de la red de Cercanías Madrid. Siguiendo la catalogación de Adif, es la línea «910».

## Historia
La sección Príncipe Pío-Pinar de Las Rozas pertenecía originalmente a la línea Madrid-Hendaya, que fue construida por la compañía del Norte de España e inaugurada en su totalidad en 1864. Ese año también entró en servicio el llamado Ferrocarril de contorno de Madrid, construido por la compañía «Norte» para enlazar la estación del Norte con la de Atocha, propiedad de MZA. El control de estas líneas pasaría a manos de la compañía RENFE en 1941.
En 1964 entró en servicio una variante ferroviaria que iba desde la estación de Pinar de Las Rozas hasta la estación de Chamartín, que con el tiempo se convertiría en la cabecera de la línea Madrid-Hendaya. A finales de 1987 el ferrocarril de contorno de Madrid fue clausurado y su tráfico desviado. RENFE acometió obras para su mejora y adecuación con el objetivo de establecer una nueva línea férrea que permitiera servicios ferroviarios de Cercanías entre la estaciones de Príncipe Pío y Atocha. El reformado Pasillo Verde Ferroviario entró en servicio el 30 de junio de 1996.
En enero de 2005, con la división de RENFE en Renfe Operadora y Adif, la línea pasó a depender de esta última.

## Trazado y características
La línea combina dos kilometrajes. La sección Pinar de las Rozas-Príncipe Pío, mantiene el kilometraje correspondiente al antiguo trazado de la línea Madrid-Hendaya y tiene en la estación de Príncipe Pío su punto partida. Por su parte, la sección Príncipe Pío-Atocha se corresponde con el trazado del antiguo ferrocarril de contorno de Madrid.